# لاگان، روسیه
شهر لاگان، روسیه (به روسی: Лагань) در کشور روسیه و در جمهوری قالموقستان واقع شده‌است.